# قنومة خطماء
قَـنّومَة خَطمَاء اسمها في مصر أبو بويز (الاسم العلمي:Mormyrus kannume) (بالإنجليزية: Elephant-snout fish)‏ هي نوع من الأسماك تتبع جنس القنومة من فصيلة الأسماك القنومية.